# این گروه محکومین
این گروه محکومین فیلمی به کارگردانی و نویسندگی هادی صابر محصول سال ۱۳۵۶ است. این فیلم با عنوان "کور" در مراحل تولید شناخته میشد و قرار بود سعید راد نقش اول را بازی کند که به جای او منوچهر احمدی انتخاب شد.

## خلاصه داستان
عسگر و قادر از کودکی با هم رفاقت داشته‌اند. حسین ژنرال، که مردی خل وضع است و نوجوان‌های محل را در دعوا با نوجوانان محلهٔ قلعه سنگی فرماندهی می‌کند، زندگی را وقف سعادت آن دو کرده‌است. عسگر و قادر هر دو به زینب علاقه داشتند؛ اما زینب به عقد عسگر درآمده است. عسگر، که به روابط همسرش بدگمان است، دائم حسین ژنرال و قادر را از خود می‌رنجاند. او روزی موقع چیدن خوشه‌های خرما از نخل، در حالی که به رابطهٔ همسرش و قادر فکر می‌کند، از بالای نخل سقوط کرده و بینایی خود را از دست می‌دهد. زینب و قادر از او مراقبت می‌کنند؛ اما حس بدبینی و سوءظن عسگر نسبت به همسرش و قادر بیشتر می‌شود. عسگر، قادر را به نخلستان می‌کشاند و موقع ادای نماز با تبرزین از پا درمی‌آورد و جسدش را به دریا می‌اندازد. حسین ژنرال، که شاهد ماجرا است، زینب را باخبر می‌کند؛ اما او که قادر نیست از بدگمانی دیوانه‌وار همسرش بکاهد مهربانانه سقای محل را به خانه‌اش برای صرف ناهار، دعوت می‌کند. عسگر صبح روز بعد سقا را نیز در سر چاه به قتل می‌رساند و به بابا پناه می‌برد، که وضعی شبیه به عسگر داشته و همسرش را به دلیل بدگمانی به قتل رسانده و در محل سکونت خود دفن کرده‌است. عسگر با شنیدن سرگذشت بابا در صدد اقدامی مشابه و قتل زینب برمی‌آید. او به خانه می‌رود و در پی فاسقی موهوم سر و روی خود را به در و دیوار اتاق می‌کوبد. حسین ژنرال با اسلحه درصدد کشتن عسگر برمی‌آید: اما وقتی به خانهٔ عسگر می‌رسد که او از شدت ضربه‌های وارده از پا درآمده و زینب وحشت‌زده‌است.

## بازیگران
- عزت‌الله انتظامی
- منوچهر احمدی
- فرشته جنابی
- محمدعلی کشاورز
- ایرج صغیری
- اکبر زنجانپور
- بهمن دیگیس
- علی دشتی
- شاپور چوبک
- رسول چمنی
- بشیر